# Lengthal (Moosthenning)

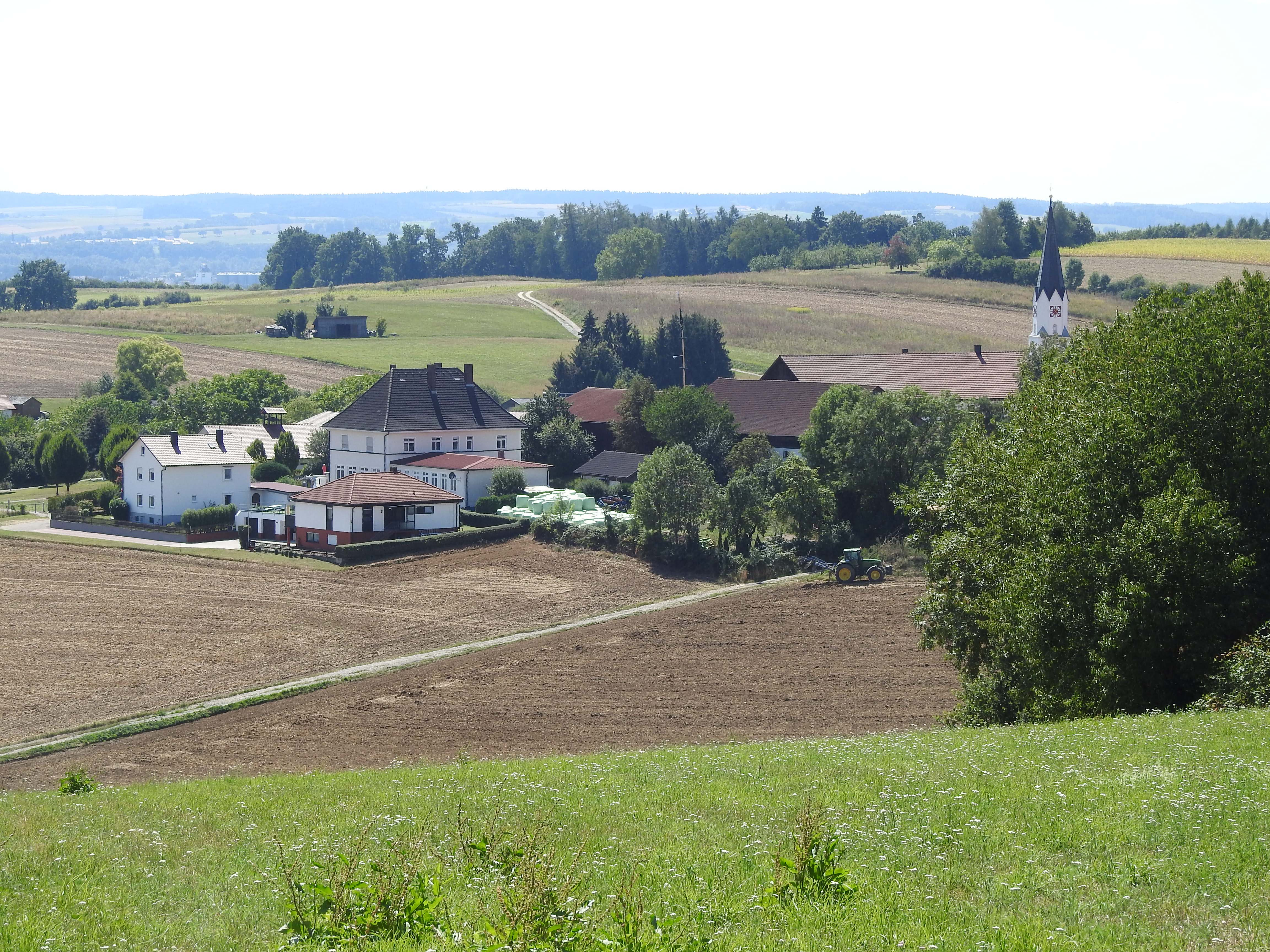
Lengthal, Moosthenning, von Nordosten

Die ursprüngliche Gemeinde Lengthal im damaligen Landkreis Dingolfing (vor der Eingemeindung von Rimbach und Dornwang am 1. Januar 1972)

Lengthal ist ein Ortsteil der Gemeinde Moosthenning im niederbayerischen Landkreis Dingolfing-Landau. 

## Lage
Das Haufendorf Lengthal liegt etwa drei Kilometer westlich von Moosthenning am Rande des Isartals.

## Geschichte
Der lange Zeit als Längthal bezeichnete Ort bildete ein Amt des Landgerichtes Dingolfing. Die zu Beginn des 19. Jahrhunderts aus dem Steuerdistrikt Lengthal hervorgegangene Gemeinde gehörte zunächst zum Landgericht Landau an der Isar, dann zum 1838 neu errichteten Landgericht Dingolfing. 
1831 wurde das Gemeindehaus erbaut, das auch als Schule genutzt wurde. 1834 hatte das Dorf 36 Häuser und 144 Einwohner. Das Schulhaus musste 1934 dem Kirchenneubau Platz machen. Zum 1. Januar 1972 wurde die Gemeinde Lengthal im Landkreis Dingolfing um die Gemeinden Rimbach und Dornwang vergrößert. Mit Wirkung vom 1. Mai 1978 ging die bis dahin selbstständige Gemeinde Lengthal in der Gemeinde Moosthenning auf.

## Sehenswürdigkeiten

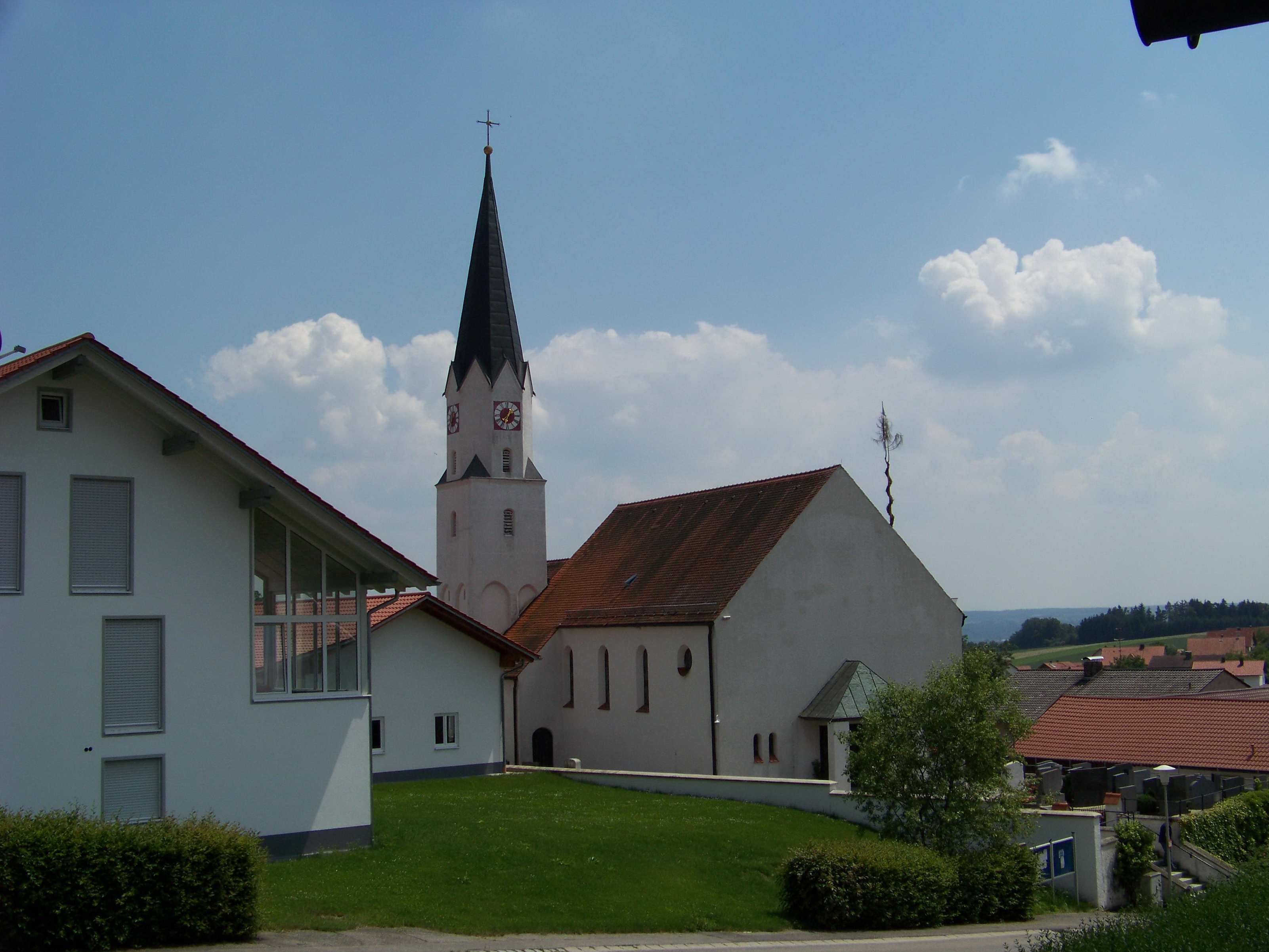
Die Filialkirche St. Ägidius

- Filialkirche St. Ägidius. Sie wurde 1934 anstelle einer romanischen Kirche errichtet. Der Turmunterbau ist spätgotisch, der Turmoberbau neugotisch.
- Es haben sich mehrere Bauernhöfe aus dem 18. bis 20. Jahrhundert erhalten, die ein Beispiel für die konzentrierte bäuerliche Siedlungsart im unteren Isartal darstellen.
- Wegkapelle. Die Kapelle an der Straße nach Buchreuth stammt aus der zweiten Hälfte des 19. Jahrhunderts.

## Vereine
- Bergfalken-Schützen Lengthal
- Freiwillige Feuerwehr Lengthal
- Glöckerlverein Lengthal
- KLJB Lengthal
- Stockclub Lengthal
- VdK Dornwang-Rimbach-Lengthal